# Iron Gate
Iron Gate – miasto w Stanach Zjednoczonych, w stanie Wirginia, w hrabstwie Alleghany.